# Набино
Набино́ (фр. Nabinaud) — коммуна во Франции, находится в регионе Пуату — Шаранта. Департамент — Шаранта. Входит в состав кантона Обтер-сюр-Дрон. Округ коммуны — Ангулем.
Код INSEE коммуны — 16240.
Коммуна расположена приблизительно в 430 км к югу от Парижа, в 145 км южнее Пуатье, в 45 км к югу от Ангулема.

## Население
Население коммуны на 2008 год составляло 76 человек.
| 1962 | 1968 | 1975 | 1982 | 1990 | 1999 | 2008 |
| ---- | ---- | ---- | ---- | ---- | ---- | ---- |
| 119  | 104  | 92   | 87   | 90   | 89   | 76   |

## Экономика
В 2007 году среди 43 человек в трудоспособном возрасте (15—64 лет) 35 были экономически активными, 8 — неактивными (показатель активности — 81,4 %, в 1999 году было 53,4 %). Из 35 активных работали 33 человека (18 мужчин и 15 женщин), безработных было 2 (1 мужчина и 1 женщина). Среди 8 неактивных 1 человек был учеником или студентом, 4 — пенсионерами, 3 были неактивными по другим причинам.

## Достопримечательности
- Приходская церковь Сен-Пьер (XII век). В 2012 году церковь была реконструирована[3]. Исторический памятник с 1944 года[4]
- Руины замка Жана Польтро де Мере

## Фотогалерея
- Церковь Сен-Пьер
- Интерьер церкви Сен-Пьер
- Мэрия
- Мост через реку Озон[фр.]